# José Maria da Fonseca

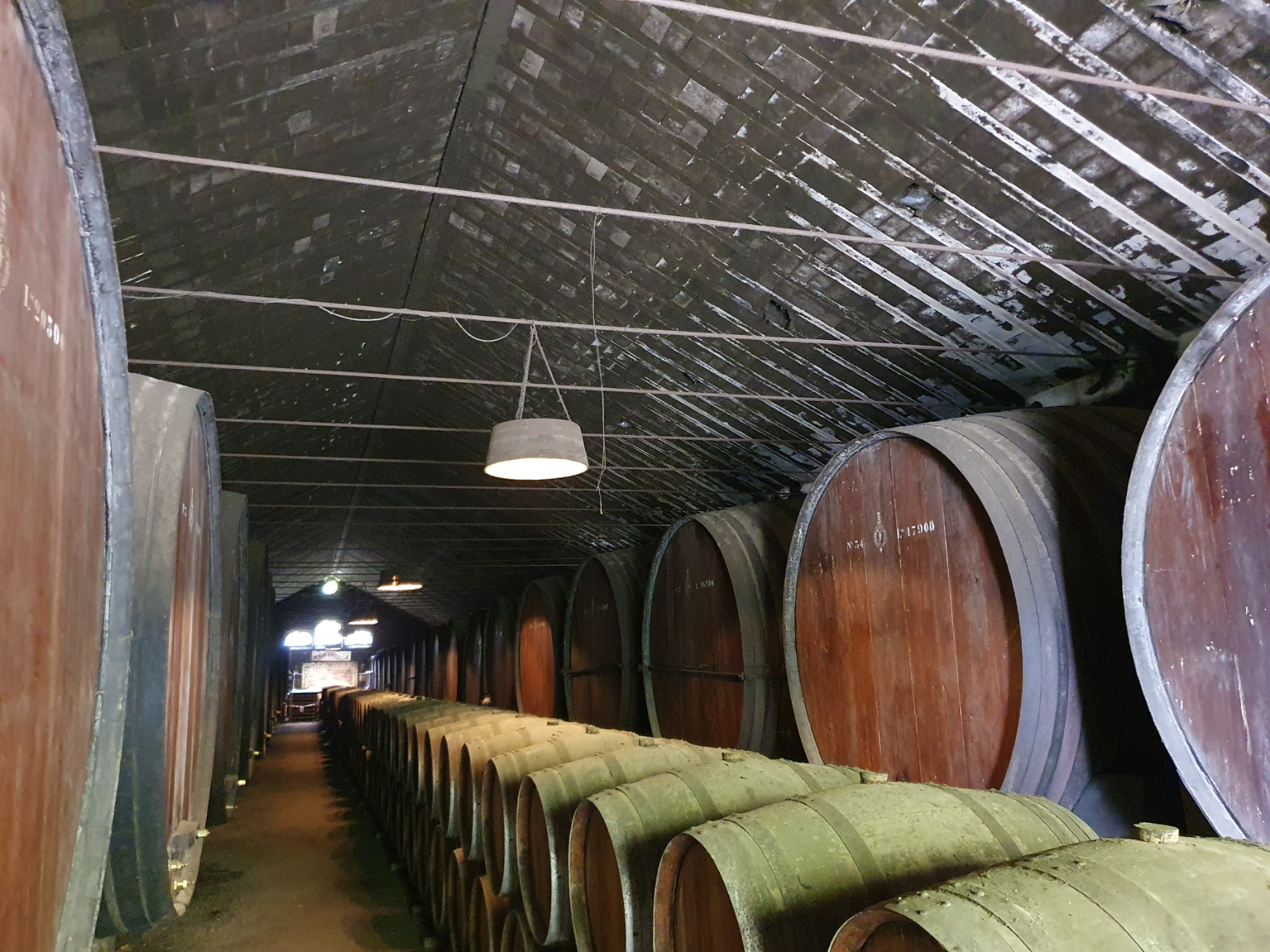
Adega do "Periquita" em Azeitão

José Maria da Fonseca, ou José Maria da Fonseca Vinhos S.A., é a empresa de vinhos de mesa mais antiga de Portugal. Foi fundada em 1834, já está na sétima geração e comercializa os seus vinhos em todos os continentes. Entre suas marcas de vinho mais conhecidas estão Periquita e Lancers. A garrafa de vinho mais cara é um Periquita 2008.

## História
José Maria da Fonseca iniciou a sua atividade em 1834, e a família mantém-na desde então. José Maria da Fonseca aposta na investigação e nos métodos de produção, aliando as técnicas modernas aos métodos tradicionais. Por exemplo, a Adega José de Sousa na vila alentejana de Reguengos de Monsaraz, alia a antiga tradição romana de fermentar o vinho em potes de barro com a mais recente tecnologia. A vinha tem 700 hectares.